# 샌디 파월
샌디 파월(영어: Sandy Powell, OBE, 1960년 4월 7일 ~ )은 영국의 영화 의상 디자이너이다. 90년대 이래 다수의 영화 작품에서 의상 디자인을 설계했고, 특히 《셰익스피어 인 러브》(1998), 《에비에이터》(2004), 《영 빅토리아》(2009)로 아카데미 의상상을 받았다. 그 외 유수의 영화 의상상을 수상하거나 후보에 지명되었다.

## 참여 작품 목록
| 연도 | 작품                               | 감독            | 아카데미 의상상 |
| ---- | ---------------------------------- | --------------- | --------------- |
| 1986 | 《카라밧지오》                     | 데릭 자먼       |                 |
| 1988 | 《대영제국의 몰락》                | 데릭 자먼       |                 |
| 1991 | 《에드워드 2세》                   | 데릭 자먼       |                 |
| 1992 | 《올란도》                         | 샐리 포터       | 후보            |
| 1992 | 《크라잉 게임》                    | 닐 조던         |                 |
| 1993 | 《비트겐슈타인》                   | 데릭 자먼       |                 |
| 1994 | 《인생 이야기》                    | 빌 포사이스     |                 |
| 1994 | 《뱀파이어와의 인터뷰》            | 닐 조던         |                 |
| 1995 | 《롭 로이》                        | 마이클 캐턴존스 |                 |
| 1996 | 《마이클 콜린스》                  | 닐 조던         |                 |
| 1997 | 《푸줏간 소년》                    | 닐 조던         |                 |
| 1997 | 《도브》                           | 이언 소프틀리   | 후보            |
| 1998 | 《벨벳 골드마인》                  | 토드 헤인스     | 후보            |
| 1998 | 《힐러리와 재키》                  | 아난드 터커     |                 |
| 1998 | 《셰익스피어 인 러브》             | 존 매든         | 수상            |
| 1999 | 《펠리시아의 여행》                | 애텀 이고이언   |                 |
| 1999 | 《미스 줄리》                      | 마이크 피기스   |                 |
| 1999 | 《사랑의 슬픔 애수》               | 닐 조던         |                 |
| 2002 | 《파 프롬 헤븐》                   | 토드 헤인스     |                 |
| 2002 | 《갱스 오브 뉴욕》                 | 마틴 스코세이지 | 후보            |
| 2003 | 《실비아》                         | 크리스틴 제프스 |                 |
| 2004 | 《에비에이터》                     | 마틴 스코세이지 | 수상            |
| 2005 | 《미세스 헨더슨 프리젠츠》         | 스티븐 프리어스 | 후보            |
| 2006 | 《디파티드》                       | 마틴 스코세이지 |                 |
| 2008 | 《천일의 스캔들》                  | 저스틴 채드윅   |                 |
| 2009 | 《영 빅토리아》                    | 장마크 발레     | 수상            |
| 2010 | 《셔터 아일랜드》                  | 마틴 스코세이지 |                 |
| 2010 | 《더 템피스트》                    | 줄리 테이머     | 후보            |
| 2011 | 《휴고》                           | 마틴 스코세이지 | 후보            |
| 2012 | 《써스펜션》                       | 마이크 피기스   |                 |
| 2013 | 《더 울프 오브 월 스트리트》       | 마틴 스코세이지 |                 |
| 2015 | 《신데렐라》                       | 케네스 브래너   | 후보            |
| 2015 | 《캐롤》                           | 토드 헤인스     | 후보            |
| 2016 | 《하우 투 토크 투 걸스 앳 파티스》 | 존 캐머런 미첼  |                 |

## 서훈
- 2011년 대영 제국 훈장 4등급(OBE) 수훈[1]